# Нитлинг, Марисса
Мари́сса Ни́тлинг (англ. Marissa Neitling; род. 8 мая 1984, Лейк-Осуиго) — американская актриса.

## Биография
Выпускница средней школы Лейк-Освего в Портленде. Получила степень магистра в Йельской драматической школе.
Дебютировала на телевидении в 2011 году с эпизодической роль в сериале «Воздействие». С 2014 по 2018 год снималась в сериале «Последний корабль». В 2015 году снялась в фильме «Разлом Сан-Андреас».
В 2018—2019 годах играла в сериале «Мадам госсекретарь».

## Фильмография
| Год       |     | Русское название   | Оригинальное название | Роль                            |
| --------- | --- | ------------------ | --------------------- | ------------------------------- |
| 2007      | ф   | За удачей          | The Go-Getter         | камео                           |
| 2011      | с   | Воздействие        | Leverage              | Кристина Валада / Лейси Бьюмонт |
| 2014—2018 | с   | Последний корабль  | The Last Ship         | лейтенант Кара Фостер           |
| 2015      | ф   | Разлом Сан-Андреас | San Andreas           | Фиби                            |
| 2016      | кор | Таинственные пути  | Mysterious Ways       | Дженни                          |
| 2018      | с   | Элементарно        | Elementary            | Нина Хаджинс                    |
| 2018—2019 | с   | Мадам госсекретарь | Madam Secretary       | Аннелис де Рунноу               |
| 2021      | ф   | Последние слова    | The Last Words        | Лиа                             |